# Die Hochzeit der Frau Füchsin
Die Hochzeit der Frau Füchsin ist ein Tiermärchen (ATU 65). Es steht in den Kinder- und Hausmärchen der Brüder Grimm an Stelle 38 (KHM 38). Bis zur 2. Auflage lautete der Titel Von der Frau Füchsin.
Der Text ist in zwei exemplarischen Varianten abgedruckt, die nach dem vorgetäuschten oder echten Tod des alten Fuchses die Dialoge zwischen Frau, Magd und Freiern in vielen Gedichten durchspielen.

## Handlung
Der alte Fuchs stellt sich entweder aus Eifersucht tot (im ersten Märchen) oder ist es wirklich (im zweiten Märchen). Während Frau Füchsin sich einschließt und weint, kocht die Magd Jungfer Katze in der Küche. Sie empfängt die Freier und berichtet Frau Füchsin, die nach Tugenden fragt, die ihr Mann hatte. Sie nimmt erst den, der auch neun Schwänze hat oder das Tier, das auch ein rotes Höschen hat.

## Gedichte

### Erstes Märchen
„was macht sie, Jungfer Katze?
schläft se oder wacht se?“
„ich schlafe nicht, ich wache.
Will er wissen, was ich mache?
Ich koche warm Bier, tue Butter hinein:
will der Herr mein Gast sein?“
„sie sitzt auf ihrer Kammer,
sie beklagt ihren Jammer,
weint ihre Äuglein seidenrot,
weil der alte Herr Fuchs ist tot.“
Da ging die Katz die Tripp die Trapp,
Da schlug die Tür die Klipp die Klapp.
„Frau Füchsin, sind Sie da?“
„Ach ja, mein Kätzchen, ja.“
„Es ist ein Freier draus.“
„Mein Kind, wie sieht er aus?“
„nun macht mir Tor und Türe auf,
und kehrt den alten Herrn Fuchs hinaus.“

### Zweites Märchen
„guten Tag, Frau Katz von Kehrewitz,
wie kommts, daß sie alleine sitzt?
was macht sie Gutes da?“
„brock mir Wecke und Milch ein:
will der Herr mein Gast sein?“
„sie sitzt droben in der Kammer,
beweint ihren großen Jammer,
beweint ihre große Not,
daß der alte Herr Fuchs ist tot.“
„will sie haben einen andern Mann,
so soll sie nur herunter gan.“
Die Katz, die lief die Trepp hinan,
und ließ ihr Zeilchen rummer gan,
bis sie kam vor den langen Saal:
klopft an mit ihren fünf goldenen Ringen.
„Frau Füchsin, ist sie drinnen?
Will sie haben einen andern Mann,
so soll sie nur herunter gan.“
„Katze, kehr die Stube aus,
und schmeiß den alten Fuchs zum Fenster hinaus.
Bracht so manche dicke fette Maus,
fraß sie immer alleine,
gab mir aber keine.“

### Grimms Anmerkung
Die Hochzeit der Frau Füchsin ist ab der Erstauflage von 1812 als Nr. 38 enthalten. Jacob Grimm kannte es schon aus seiner Kindheit. Die Anmerkung liefert noch folgende Gedichte aus Varianten:
„Frau Kitze, Frau Katze,
schön Feuerchen hatse,
schön Fleischchen bratse,
was macht die Frau Fuchs?“
„Was macht sie da, mein Kätzchen?“
„Sitze da, wärm mir das Tätzchen.“
Da lief das kleine Kätzelein
mit seinem krummen Schwänzelein
die Treppe hoch hinauf.
„Frau Füchsin, ist sich drunten ein schönes Thier!
gestaltet wie ein schöner Hirsch vor mir.“

## Kritik
Achim von Arnim fand den Text für ein Kinderbuch zu obszön, was Jacob Grimm zurückwies: ich wollte in die Seele dieses Märchens hinein schwören, daß es rein und unschuldig sei.

## Vergleiche
Grimms Märchen enthalten noch zwei Märchen mit Reimdialogen zum Thema Heirat: KHM 32 Der gescheite Hans, KHM 131 Die schöne Katrinelje und Pif Paf Poltrie.

## Parodie
Janosch macht neue Reime, der Fuchs stellt sich nur tot, doch die Füchsin läuft mit einem fort, der mehr Schwänze hat.

## Zeichentrickserie
- Gurimu Meisaku Gekijō, japanische Zeichentrickserie 1987, Folge 25: Die Hochzeit der Füchsin.